# Sergio García de la Fuente
Sergio García, właśc. Sergio García de la Fuente (ur. 9 czerwca 1983 w Barcelonie) −  hiszpański piłkarz który występował na pozycji napastnika. Dwukrotny reprezentant Hiszpanii. Zwycięzca Mistrzostw Europy w 2008 roku. 
W swojej karierze występował między innymi dla takich klubów jak: FC Barcelona, RCD Espanyol, Real Saragossa czy Real Betis.

## Kariera klubowa
García pochodzi z Barcelony. Jako młody chłopak trafił do szkółki piłkarskiej FC Barcelona i trenował tam przez długi czas. W 2000 roku występował w drużynie młodzieżowej, a w 2002 zaczął grać w drużynie B, w rozgrywkach Segunda División B. Z 19 golami był najskuteczniejszym zawodnikiem zespołu, co spowodowało, że trener pierwszej drużyny, Frank Rijkaard awansował Sergio do seniorów. W Primera División zadebiutował 3 września 2003 w zremisowanym 1:1 domowym meczu z Sevillą. W Barcelonie nie miał jednak większych szans na grę i był dopiero czwartym napastnikiem po Luisie Garcii, Javierze Savioli i Patricku Kluivercie. W La Liga rozegrał tylko 4 spotkania oraz jedno w Pucharze UEFA (w zremisowanym 0:0 meczu z Celtikiem).
Po przyjściu do klubu Samuela Eto’o García został latem 2004 wypożyczony do Levante UD. Tam był podstawowym zawodnikiem i stworzył atak z Bułgarem Władimirem Manczewem. Zdobył 7 bramek, jednak Levante w ostatniej kolejce spadło do Segunda División.
W 2005 roku Sergio García został sprzedany za 1,5 miliona euro do Realu Saragossa. W sezonie 2005/2006 był czwartym napastnikiem w zespole, ale zdołał strzelić 4 gole. W sezonie 2006/2007 częściej już występował w pierwszym składzie. Jako rezerwowy dla Ewerthona i Diego Milito zdobył 6 goli w La Liga będąc drugim najlepszym strzelcem zespołu. W sezonie 2008/2009 występuje w drużynie Realu Betis. W letnim okienku transferowym sezonu 2010/2011 przeszedł do Espanyolu Barcelona za 1,8 miliona euro. Garcia podpisał 5-letni kontrakt.
1 lipca 2015 roku przeniósł się do katarskiego klubu Ar-Rajjan. Dwa lata później powrócił do Espanyolu, w którym spędził dwa lata, po których kontrakt z klubem nie został przedłużony.
5 listopada 2020 roku przeszedł do hiszpańskiego klubu Montañesa, w którym spędził osiem miesięcy po których zakończył piłkarską karierę.

## Statystyki
Dane aktualne na dzień 10 grudnia 2023 roku.
| Sezon   | Klub           | Kraj      | Rozgrywki          | Mecze | Bramki |
| ------- | -------------- | --------- | ------------------ | ----- | ------ |
| 2002/03 | FC Barcelona B | Hiszpania | Segunda División B | 33    | 19     |
| 2003/04 | FC Barcelona   | Hiszpania | Primera División   | 4     | 0      |
| 2004/05 | Levante UD     | Hiszpania | Primera División   | 7     | 3      |
| 2005/06 | Real Saragossa | Hiszpania | Primera División   | 18    | 4      |
| 2006/07 | Real Saragossa | Hiszpania | Primera División   | 33    | 6      |
| 2007/08 | Real Saragossa | Hiszpania | Primera División   | 37    | 4      |
| 2008/09 | Real Betis     | Hiszpania | Primera División   | 28    | 9      |
| 2009/10 | Real Betis     | Hiszpania | Segunda División   | 34    | 12     |
| 2010/11 | RCD Espanyol   | Hiszpania | Primera División   | 21    | 3      |
| 2011/12 | RCD Espanyol   | Hiszpania | Primera División   | 24    | 5      |
| 2012/13 | RCD Espanyol   | Hiszpania | Primera División   | 28    | 7      |
| 2013/14 | RCD Espanyol   | Hiszpania | Primera División   | 37    | 12     |
| 2014/15 | RCD Espanyol   | Hiszpania | Primera División   | 35    | 14     |
| 2015/16 | Ar-Rajjan      | Katar     | Qatar Stars League | 24    | 16     |
| 2016/17 | Ar-Rajjan      | Katar     | Qatar Stars League | 25    | 11     |
| 2017/18 | RCD Espanyol   | Hiszpania | Primera División   | 33    | 2      |
| 2018/19 | RCD Espanyol   | Hiszpania | Primera División   | 29    | 2      |
| 2020/21 | Montañesa      | Hiszpania | Primera Catalana   | 8     | 3      |
|         |                |           | Ogółem             | 458   | 132    |

## Kariera reprezentacyjna
Sergio García w swojej karierze występował w młodzieżowych reprezentacjach Hiszpanii w kategoriach U-19, U-20 i U-21. W 2008 roku z Reprezentacją Hiszpanii na boiskach Austrii i Szwajcarii zdobył Mistrzostwo Europy.

## Sukcesy

### FC Barcelona B
- Król Strzelców: 2002/03

### Ar-Rajjan
- Mistrz Kataru: 2015/16

### Reprezentacja Hiszpanii
- Mistrz Europy: 2008
- Mistrz Europy U19: 2002
- Wicemistrz Europy U20: 2003

## Filmografia
- 2004–2006: Zbuntowani (Rebelde), jako Rodrigo Santiestevan − przywódca Loży